# Thị giác ở cá

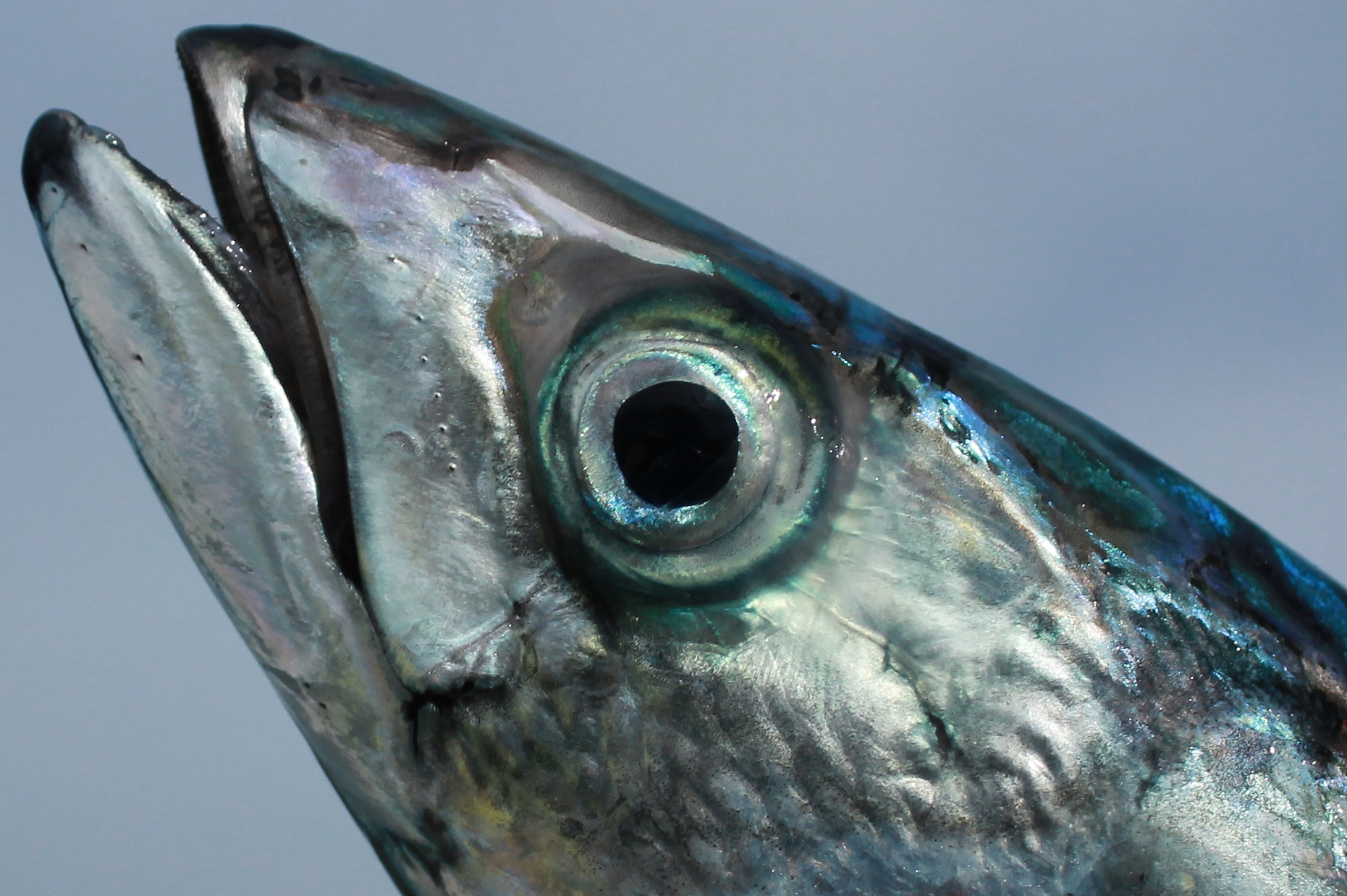
Một con mắt của cá

Thị giác ở cá đề cập đến thị giác (khả năng nhìn) hay thị lực ở các loài cá. Đa số các loài cá nói chung đều có thị giác không phát triển nhiều do bởi các loài cá sống trong môi trường nước có độ trong không cao và ánh sáng bị giảm dần theo độ sâu. Cá sống tầng sâu có thị giác kém hơn, nhiều loài cá gần như không thấy gì, cá biệt có những loài cá mù là những loài sống ở đáy đã tiêu biến chức năng nhìn và thay vào đó là chức năng cảm nhận của các giác quan khác. Tuy vậy, cũng có một số loài cá có khả năng nhìn thấy mục tiêu cũng tương đối xa. Thậm chí trong khi câu cá, người câu không nhìn thấy một số loài cá dưới nước nhưng ngược lại cá có thể phát hiện ra người câu, khi đó cá không dám bắt mồi.

## Cấu tạo
Cá thường có hai mắt nằm ở phần đầu của cá. Vị trí hình dạng và chức năng của mắt cũng thay đổi theo tập tính sống của từng loài cá. Cá sống tầng mặt thì mắt thường to và nằm ở hai bên nửa trên của đầu, chẳng hạn như mắt cá trích, cá mè, cá he. Cá sống chui rúc hoặc sống ở tầng đáy thì mắt thường kém phát triển hoặc thoái hóa, bù lại phát triển các giác quan khác, chẳng hạn như Lươn, cá trê, cá lưỡi mèo. Cá sống vùng triề mắt thường nằm trên hai cuống ở đỉnh đầu như Cá thòi lòi, cá bống sao, cá bống kèo. Để có thể giúp cho cá phát hiện ra mồi ta thường đưa mồi đến gần khu vực có cá xuất hiện và di chuyển mồi tới lui, lên xuống nhằm gây sự chú ý và kích thích sự bắt mồi của cá.
Vị trí của cơ quan thị giác là mắt thường nằm ở hai bên đầu của cá. Chức năng để nhìn, tham gia vào việc giữ thăng bằng cho cơ thể cá. Góp phần tạo nên màu sắc của cá. Hình dạng cấu tạo của Mắt của cá thường gồm có 4 phần chính: Màng cứng: Là lớp ngoài cùng của mắt. Phía trước hình thành giác mạc trong suốt và phẳng để tránh va chạm lúc cá bơi lội. Ở cá sụn màng cứng bằng sụn. Ở cá xương màng cứng bằng tổ chức sợi.
Màng mạch: Là lớp nằm sát bên trong màng cứng. Gồm nhiều mạch máu và các tế bào sắc tố. Màng mạch kéo dài ra phía trước hình thành mống mắt ở giữa có đồng tử. Võng mô: Là bộ phận sinh ra cảm giác, nằm ở phần trong cùng của mắt. Võng mô do nhiều tế bào thị giác hình thành; Có hai loại tế bào thị giác: Tế bào thị giác hình que: Cảm nhận cường độ ánh sáng nhanh hoặc chậm. Tế bào hình chóp nón: Cảm nhận màu sắc ánh sáng. Thủy tinh thể: Hình cầu, trong suốt. Giữa giác mạc, võng mô và thủy tinh thể chứa đầy dịch thủy tinh thể trong suốt dạng keo có nhiệm vụ cố định vị trí thủy tinh thể. Ánh sáng xuyên qua thủy tinh thể để đến võng mô. Ngoài ra mắt cá còn có cơ treo, cơ kéo, mấu lưỡi liềm. Cá không có tuyến lệ.